# Universidade de Bordeaux
A Universidade de Bordeaux (em francês:  Université de Bordeaux) foi a universidade da cidade de Bordeaux e o único centro de estudos superiores no departamento de Gironde. Foi fundado em 1441.
A partir dela foram criadas quatro universidades independentes, especializadas em diferentes áreas, compartilhando áreas comuns como refeitório ou residências estudantis:
- Universidade Bordeaux I (Ciências Naturais e Engenharias)
- Universidade Victor Segalen Bordeaus II (Medicina, Humanidades, Esportes e Enologia)
- Universidade Michel de Montaigne Bordeaux III (Humanidades)
- Universidade Montesquieu Bordeaux IV (Direito e Ciências Econômicas)

## História
A partir de 1968 a universidade foi forçada, em decorrência dos acontecimentos de Maio de 1968, a levar a maior parte de suas atividades da cidade para os arredores. Atualmente a maioria das Universidades I, III e IV têm seus campi em Talence, nos arredores de Bordeaux. Existem também instalações em Gradignan e Pessac. A Universidade II permanece principalmente no centro de Bordeaux em edifícios do século XIX.